# Cyclaspoides
Cyclaspoides är ett släkte av kräftdjur. Cyclaspoides ingår i familjen Bodotriidae.
Kladogram enligt Catalogue of Life:
| Cyclaspoides | \| \| Cyclaspoides bacescui \| \| \| \| \| \| Cyclaspoides pellucidus \| \| \| \| \| \| Cyclaspoides sarsi \| \| \| \| |
|              | \| \| Cyclaspoides bacescui \| \| \| \| \| \| Cyclaspoides pellucidus \| \| \| \| \| \| Cyclaspoides sarsi \| \| \| \| |
|              | Cyclaspoides bacescui                                                                                                  |
|              | |
|              | Cyclaspoides pellucidus                                                                                                |
|              | |
|              | Cyclaspoides sarsi |
|              | |